# NGC 89
NGC 89 este o galaxie spirală barată situată în constelația Phoenix. A fost descoperită în 30 septembrie de către John Herschel.